# Тони Кампос
Антонио „Тони“ Кампос е американски музикант, бас китарист на индъстриъл метъл групата Fear Factory. Бил е член на Static-X, Ministry, Prong, Soulfly и Possessed.

## Дискография

### Static-X
- Wisconsin Death Trip (1999)
- Machine (2001)
- Shadow Zone (2003)
- Start a War (2005)
- Cannibal (2007)
- Cult of Static (2009)

### Buck Satan and the 666 Shooters
- Bikers Welcome Ladies Drink Free (2011)

### Soulfly
- Enslaved (2012)
- Savages (2013)

### Asesino
- Corridos de Muerte (2002)
- Cristo Satánico (2006)

### Ministry
- Relapse (2012)
- From Beer to Eternity (2013)

### Prong
- Carved Into Stone (2012)

### Attika 7
- Blood of My Enemies (2012)